# Альянс (Небраска)
Альянс (англ. Alliance) — місто (англ. city) в США, адміністративний центр округу Бокс-Б'ютт штату Небраска. Населення — 8151 особа (2020).

## Географія
За даними Бюро перепису населення США місто Альянс має загальну площу в 12,43 квадратних кілометрів, водних ресурсів в межах населеного пункту нема. Розташоване на висоті 1209 метрів над рівнем моря.
Альянс розташований за координатами 42°6′2″ пн. ш. 102°52′31″ зх. д. / 42.10056° пн. ш. 102.87528° зх. д. (42.100572, -102.875415).  За даними Бюро перепису населення США в 2010 році місто мало площу 12,24 км², з яких 12,21 км² — суходіл та 0,03 км² — водойми. В 2017 році площа становила 12,86 км², з яких 12,82 км² — суходіл та 0,03 км² — водойми.

### Клімат
- Середньорічна температура — +8,0 C°
- Середньорічна швидкість вітру — 4,8 м/с
- Середньорічна вологість повітря — 61%

| Клімат : Альянс                            | Клімат : Альянс | Клімат : Альянс | Клімат : Альянс | Клімат : Альянс | Клімат : Альянс | Клімат : Альянс | Клімат : Альянс | Клімат : Альянс | Клімат : Альянс | Клімат : Альянс | Клімат : Альянс | Клімат : Альянс | Клімат : Альянс |
| Показник                                   | Січ.            | Лют.            | Бер.            | Квіт.           | Трав.           | Черв.           | Лип.            | Серп.           | Вер.            | Жовт.           | Лист.           | Груд.           | Рік             |
| Абсолютний максимум, °C                    | 21,1            | 25,0            | 28,9            | 32,8            | 38,3            | 40,6            | 43,3            | 40,6            | 38,9            | 32,8            | 26,7            | 22,2            | 43,3            |
| Середній максимум, °C                      | 4,4             | 5,6             | 10,6            | 15,6            | 21,1            | 26,7            | 31,7            | 30,6            | 25,0            | 17,2            | 9,4             | 4,4             | 16,9            |
| Середній мінімум, °C                       | −11,1           | −9,4            | −5,6            | −0,6            | 5,6             | 11,1            | 14,4            | 13,3            | 7,2             | 0,0             | −6,1            | −11,1           | 0,7             |
| Абсолютний мінімум, °C                     | −35             | −40             | −31,7           | −24,4           | −13,9           | −2,8            | 0,6             | −1,1            | −9,4            | −22,2           | −31,7           | −41,1           | −41,1           |
| Середня кількість сонячних годин на місяць | 179             | 190             | 230             | 246             | 277             | 308             | 340             | 306             | 266             | 237             | 179             | 163             | 2921            |
| Норма опадів, мм                           | 8               | 10              | 15              | 43              | 72              | 76              | 47              | 39              | 40              | 23              | 12              | 8               | 393             |
| Днів з опадами                             | 5               | 6               | 8               | 9               | 11              | 10              | 9               | 9               | 8               | 6               | 6               | 5               | 92              |
| ------------------------------------------ | --------------- | --------------- | --------------- | --------------- | --------------- | --------------- | --------------- | --------------- | --------------- | --------------- | --------------- | --------------- | --------------- |
| Джерело:                                   |                 |                 |                 |                 |                 |                 |                 |                 |                 |                 |                 |                 |                 |

## Демографія
Згідно з переписом 2010 року, у місті мешкала 8491 особа в 3559 домогосподарствах у складі 2276 родин. Густота населення становила 694 особи/км².  Було 4075 помешкань (333/км²).
Расовий склад населення:
| - 87,5 % — білих - 4,6 % — корінних американців - 0,5 % — чорних або афроамериканців - 0,3 % — азіатів - 4,2 % — осіб інших рас |

До двох чи більше рас належало 2,9 %. Частка іспаномовних становила 12,3 % від усіх жителів.
За віковим діапазоном населення розподілялося таким чином: 25,8 % — особи молодші 18 років, 59,3 % — особи у віці 18—64 років, 14,9 % — особи у віці 65 років та старші. Медіана віку мешканця становила 39,8 року. На 100 осіб жіночої статі у місті припадало 93,8 чоловіків;  на 100 жінок у віці від 18 років та старших — 91,2 чоловіків також старших 18 років.
Середній дохід на одне домашнє господарство  становив 59 369 доларів США (медіана — 48 631), а середній дохід на одну сім'ю — 70 110 доларів (медіана — 60 909). Медіана доходів становила 47 063 долари для чоловіків та 32 616 доларів для жінок. За межею бідності перебувало 19,1 % осіб, у тому числі 33,8 % дітей у віці до 18 років та 11,2 % осіб у віці 65 років та старших.
Цивільне працевлаштоване населення становило 4206 осіб. Основні галузі зайнятості: транспорт — 22,2 %, освіта, охорона здоров'я та соціальна допомога — 21,0 %, виробництво — 7,6 %, роздрібна торгівля — 7,4 %.